# Remo Frankello
Remo Frankello, eigentlich Remo Frank, (geb. 1989) ist ein deutscher Solo-Trompeter und Artist.
Frankello wurde bekannt durch Live-Auftritte als „Wunderkind“ in mehreren populären Fernsehsendungen, wie z. B. der Starparade der Volksmusik mit Carmen Nebel, Verstehen Sie Spaß? (Showact der Sendung vom 2. Februar 2002), ARD-Feste der Volksmusik (3. November 2001 und 25. Oktober 2003), Straße der Lieder, Die Schlagerparade der Volksmusik, Das Super-Wunschkonzert, Ein Platz an der Sonne und der José Carreras Show.
Frankello ist ein Kind der Zirkus-Großfamilie Frank (Circus Frankello, Circus La Strada), seine Eltern sind Bianca und Alfons Frankello. Er agiert dort auch als Artist und macht z. B. Handstand auf einem Stuhlturm in fünf Metern Höhe. Der Autodidakt wurde im Alter von acht Jahren Mitglied der Zirkuskapelle und drei Jahre später durch Herbert Nold, Manager von Tony Marshall u. a., entdeckt und unter Vertrag genommen. Er hat seither mehrere CDs veröffentlicht, die er zusammen mit dem Trompeter Walter Scholz produziert hat.
In den Wintermonaten tritt er bei den Gastspielen der „Starparade der Volksmusik“ und auf, im Sommer begleitet er die Tournee des Zirkus. Auch beim Groß-Circus J. Althoff trat er bereits auf.

## CD-Produktionen
- Traummelodien, November 2001
- Mama ist die Beste
- Die Fischer von Santa Marina (eine Komposition von Eddy Hilberts)
- Zirkusmelodien